# Centre principal d'alerte d'attaque par missile
Le 820e centre principal d'alerte d'attaque par missile est le réseau d'alerte précoce russe contre les attaques de missile balistique. Il a son siège dans le village de Timonovo, près de Solnetchnogorsk, en dehors de Moscou et après avoir été à l'origine un élément de la Voyska PVO fait partie des forces spatiales russes. Le centre consiste en un réseau de stations radar d’alerte avancée qui transmettent leurs données au centre de contrôle situé près de Solnechnogorsk. D'autres informations proviennent des satellites d'alerte précoce Oko et EKS, ainsi que du radar de défense antimissile Don-2N. Les informations du centre pourraient être utilisées pour un lancement sur alerte de missile nucléaire, ou pour engager le système de missile anti-balistique A-135.

## Le centre principal
Le centre principal est le centre de contrôle du réseau radar. Ici, les signaux de chaque station sont reçus et, si nécessaire, un message peut être envoyé à la "mallette nucléaire" présidentielle pour obtenir l'autorisation d'utiliser des armes nucléaires. Il existe un centre de communication doté de plusieurs canaux de secours pour communiquer avec chaque station radar. Si une attaque par missile balistique est découverte, le commandant de service en informe le poste de commandement central de l'état-major. En même temps, l’ingénieur de service en fait rapport au commandant des Forces de défense aérospatiales.
Les informations proviennent du réseau radar, des satellites d’alerte avancée et du réseau de surveillance spatiale SKKP. Le centre découvre et surveille également des objets spatiaux grâce à l'utilisation de radars qui alimentent le réseau SKKP.

## Réseau d'alerte
Le système d’alerte de missile russe a son origine en Union soviétique et est souvent connu sous ses initiales SPRN (СПРН), pour 'Système d'alerte d'attaque de missile'.
Sa construction a débuté en 1965. Il devient officiellement opérationnel le 15 février 1971 sous la forme de deux radars Dnestr-M (en) à Olenegorsk et à Skrunda, avec un poste de commandement à Solnechnogorsk. Il a été agrandi par l’ajout de radars Dnestr-M à Mishelevka et Balkhash en 1973, d’un radar Dnepr à Sébastopol en 1975 et d’un autre à Moukatchevo en 1977. Le radar Daugava, récepteur Daryal, a été mis en service en 1975 à Olenegorsk. En 1978, un système d'alerte amélioré appelé Крокус (Krokus) a été introduit,.
En 1982, le système de satellites d’alerte rapide Oko est devenu opérationnel. Il a été rejoint en 1984 par le premier radar Daryal à Pechora et en 1985 par le Daryal de Gabala,.
Le traité de 1972 sur les missiles antimissiles balistiques exige que les stations radar d’alerte avancée soient situées à la périphérie du territoire national et dirigées vers l’extérieur. Lorsque l’Union soviétique s’est effondrée en 1991, de nombreuses stations se sont retrouvées dans des États nouvellement indépendants. La station radar de Skrunda, actuellement en Lettonie, a été fermée en 1998. Les autres stations situées à l'étranger sont Sébastopol (annexé par la Russie en 2014) et Mukachevo (en Ukraine), Balkhach (Kazakhstan) et Gabala (Azerbaïdjan),,,.
Le radar Volga à Baranavichy en Biélorussie est entré en service en 2003 et les deux radars ukrainiens ont été fermés en 2009,. Au milieu des années 2000, la Russie a lancé la nouvelle génération de radars d’alerte, le Voronezh. La première station se situe à Lekhtusi, près de Saint-Pétersbourg, a été mise en service en 2012. D'autres stations à Kaliningrad et à Armavir ont été rendues opérationnelles les années suivantes,,,. De nouvelles stations ont été mises en service dans des endroits tels que Barnaoul, Orsk, Orenbourg et Ienisseïsk.

## Structure organisationnelle
En 1998, le SPRN est devenu membre de l'organisation de défense antimissile et spatiale "ракетно-космической обороны" (RKO) avec le SKKP et les troupes anti-missiles. En 2001, ces services ont été intégrés aux troupes de la Force spatiale nouvellement fondée et ont été incorporés en tant que 3e Armée de défense antimissile et spatiale indépendante.
Le Centre principal d'alerte anti-missiles a été créé le 1er décembre 2009. De décembre 2011 à 2015, il fait partie du commandement spatial des forces de défense aérospatiales russes en service durant cette période.
Le 1er août 2015, il est devenu une partie des forces spatiales reconstituées dans le cadre des forces aérospatiales russes.